# Hubert Sumlin

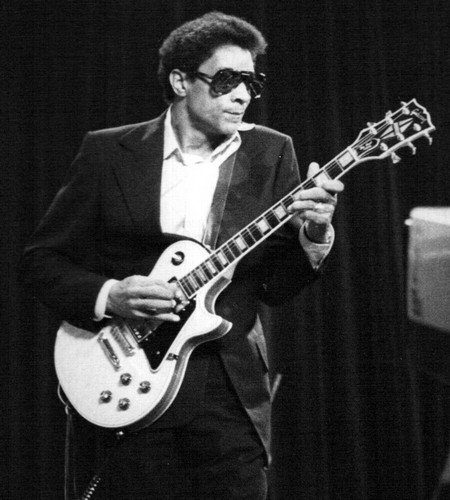
Hubert Sumlin Montreux Jazz Festival, 1978

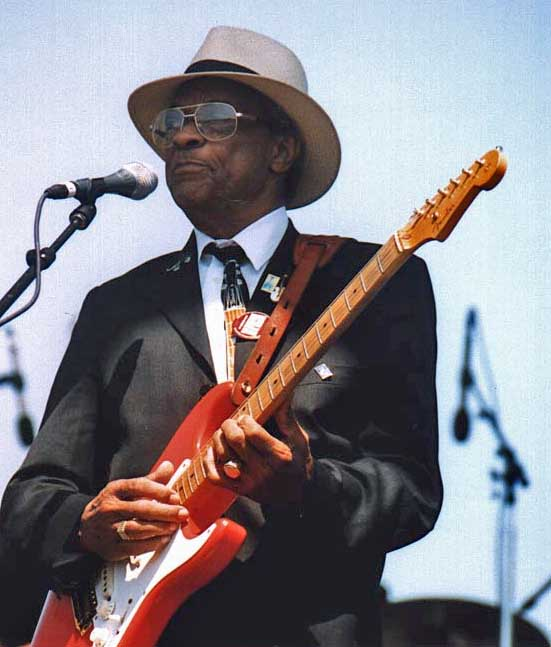
Hubert Sumlin beim Long Beach Blues Festival, 2003

Hubert Sumlin (* 16. November 1931 in Greenwood, Mississippi; † 4. Dezember 2011 in Wayne, New Jersey) war ein US-amerikanischer Blues-Gitarrist, der vor allem als Mitglied der Band von Howlin’ Wolf bekannt wurde.

## Leben
Sumlin wurde in Mississippi geboren, zog aber im Alter von acht Jahren nach Hughes, Arkansas und wuchs dort auf. Ebenfalls mit acht Jahren begann er mit der Gitarre seines älteren Bruders zu spielen, bis seine Mutter kurz darauf einen kompletten Wochenlohn ausgab und ihm eine eigene Gitarre kaufte. Sumlin begann seine musikalische Karriere mit dem Mundharmonika-Virtuosen James Cotton, mit dem er in Juke Joints, aber auch in einer Radiosendung spielte und zwar beim Sender KWM in West Memphis. Bei diesen Radiosendungen lernte Sumlin Howlin’ Wolf kennen, der dort ebenfalls auftrat und mit dem er 1954 nach Chicago ging. Auf der Bühne verbesserte er seine Technik und übernahm bald die Leadgitarre in der Band. In den Anfangsjahren in Chicago wurde Sumlin vorübergehend von Muddy Waters für seine Band abgeworben, kehrte aber zu Howlin’ Wolf zurück, da ihm das Touren mit Waters zu anstrengend wurde.
Hubert Sumlins Gitarre ist bei etlichen der Hits von Howlin’ Wolf zu hören, darunter Wang Dang Doodle, Shake for Me, Hidden Charms, Three Hundred Pounds of Joy und Killing Floor. Das Gitarrespiel Sumlins wird von Bob Margolin, selbst Gitarrist, in Sumlins Biographie als „zwischen intensiv und legendär“ bezeichnet. Sumlin blieb bei Howlin’ Wolf bis zu dessen Tod 1976. Zwischendurch trat er auch solo oder mit anderen Musikern auf, so z. B. bei der Europa-Tour 1964, als er mit Sunnyland Slim und Willie Dixon in Ost-Berlin spielte. 2008 wurde er in die Blues Hall of Fame aufgenommen.
1980 verließ er die Wolf-Gang, die nach Howlin’ Wolfs Tod unter der Leitung von Eddie Shaw weiter aufgetreten war, um eine Solokarriere zu starten. Sein legendärer Status als Gitarrist zeigt sich auch daran, dass viele berühmte Musiker Sumlin als entscheidenden Einfluss angaben – darunter Eric Clapton, Keith Richards, Robbie Robertson, Stevie Ray Vaughan, Jimmy Page und Jimi Hendrix. Die Rolling Stones, die von ihren Anfängen an Howlin’ Wolf und seine Band bewundert hatten, sorgten 1965dafür, dass die Howlin’ Wolf Band mit Sumlin in der Sendung Shindig zu ihrem ersten und einzigen Auftritt im US-Fernsehen kamen (die Stones hatten Howlin’ Wolfs Song Little Red Rooster gecovert). Im Januar 2003 luden die Rolling Stones Hubert Sumlin ein, gemeinsam mit ihnen im Madison Square Garden zu spielen. Keith Richards produzierte und nahm 2000 ein Album mit ihm auf, weil er unbedingt Blues mit Hubert Sumlin spielen wollte. Das Album erschien 2003.

## Spielstil
Hubert Sumlins Gitarrenspiel war zuerst stark beeinflusst vom akustischen Delta Blues, und Sumlin lernte früh am Beispiel von Charlie Patton und Robert Johnson und machte dann zuerst in West Memphis mit Howlin Wolf und speziell nach seinem Umzug nach Chicago den Übergang zum elektrischen Chicago Blues mit. Howlin Wolf, der selbst noch mit Patton und Johnson gespielt hatte, gab ihm Mitte der 1950er Jahre seine erste elektrische Gitarre, eine Gibson Les Paul Goldtop.
Sumlin spielte vor allem Fingerstyle, bereicherte diesen Stil aber um ungewöhnliche Improvisationen und gleichzeitig hoch kontrolliertes Spiel bei scheinbar wildem Schlagen auf die Saiten. Bob Margolin beschrieb seinen Stil wie folgt: „Wenn Hubert die Gitarre spielt, nimmt er dich mit in seine Welt des Blues, von Verzweiflung zum Überschwang, von feinster Anmut zu gröbster Gewalt, von Alles Vorbei zu Immer und Ewig. Sein Stil ist ganz und gar originell und sein eigener und jederzeit wiederzuerkennen.“

## Auszeichnungen
2008 wurde Hubert Sumlin in die Blues Hall of Fame der Blues Foundation aufgenommen. Ebenso war er Juror bei den fünften Independent Music Awards.
Der Rolling Stone listete Sumlin 2011 auf Platz 43 der 100 besten Gitarristen aller Zeiten. In einer Liste aus dem Jahr 2003 hatte er Rang 65 belegt.

## Tod
Hubert Sumlin starb im Alter von 80 Jahren am 4. Dezember 2011 an Herzversagen in einem Krankenhaus in Wayne, New Jersey. Bis ins hohe Alter war er noch live aufgetreten, wie z. B. im Sommer 2010 auf Eric Claptons Crossroads Festival.

## Diskographie

### Alben
- 1964: American Folk Blues; Amiga
- 1971: Kings of Chicago Blues, Vol. 2; Vogue
- 1975: My Guitar & Me; Evidence
- 1976: Groove; Black & Blue
- 1980: Gamblin’ Woman; L + R
- 1987: Hubert Sumlin’s Blues Party; Black Top Records
- 1989: Heart & Soul; Blind Pig Records
- 1990: Healing Feeling; Black Top Records
- 1994: Blues Guitar Boss; JSP
- 1994: Blues Anytime !; L+R
- 1994: Made in Argentina 1993; Blues Special
- 1994: I’m the Back Door Man; Blues Special
- 1996: Blues Classics Blues Classics
- 1998: Wake up Call; Blues Planet Records
- 1998: Chicago Blues Session, Vol. 22 Hubert Sumlin und Billy Branch; Wolf
- 1998: Legends Pinetop Perkins & Hubert Sumlin; Telarc
- 2003: About Them Shoes; Tone Cool
- 2007: Treblemaker; V2 Records

### DVDs
- 2004: The Nighthawks - Live at the State Theater with Special Guest Hubert Sumlin
- 2005: Blues Guitar of Hubert Sumlin[15]